# Utricularia geminiloba
Utricularia geminiloba är en tätörtsväxtart som beskrevs av Benj.. Utricularia geminiloba ingår i släktet bläddror, och familjen tätörtsväxter. Inga underarter finns listade i Catalogue of Life.